# Luis García (football, 1981)
Pour les articles homonymes, voir Luis García et García.
Luis García Fernández, né le 6 février 1981 à Oviedo, est un footballeur international espagnol évoluant au poste de milieu offensif du début des années 2000 à la fin des années 2010. Dès sa retraite de joueur, il devient entraîneur.
Ce joueur a évolué successivement au Real Madrid Castilla, au Real Murcie, au Real Majorque, au RCD Espanyol, au Real Saragosse, aux Tigres de la Universidad Autónoma de Nuevo León (Mexique) et enfin au KAS Eupen.

## Biographie
Le 3 avril 2023, García est nommé entraîneur du RCD Espanyol jusqu'au mois de juin 2024, club de Liga avec lequel il a évolué en tant que joueur entre 2005 et 2011. Arrivé à la suite du limogeage de Diego Martínez, il prend les rênes d'un club classé dix-septième et qui cherche à se maintenir au moment de sa prise de fonction.
García est démis de ses fonctions le 5 novembre 2023, à la suite d'une série de mauvais résultats.

## Palmarès
- RCD Espanyol
  - Vainqueur de la Coupe d'Espagne : 2006
  - Finaliste de la Coupe de l'UEFA : 2007